# Хушто-Сырт
Хушто-Сырт (карач.-балк. Хушто-Сырт) — село в Чегемском районе Кабардино-Балкарской Республики.
Образует муниципальное образование «сельское поселение Хушто-Сырт», как единственный населённый пункт в его составе.

## География
Селение расположено в центральной части Чегемского района, на правом берегу реки Чегем, в долине Чегемского ущелья. Расстояние до районного центра Чегем — 50 км, до города Нальчик 55 км.
Площадь сельского поселения составляет — 26 км².
Граничит с землями населённого пункта Нижний Чегем на севере.
Населённый пункт расположен в горной зоне республики. Рельеф представляет собой горные гряды, окружающие село со всех сторон. Перепады высот составляют более 1000 метров. Средние высоты в пределах села составляют 1 060 метров над уровнем моря. Абсолютные высоты сельского поселения превышают 2 000 метров. Высшей точкой сельского поселения является гора Чаты-баши находящееся к юго-востоку от села. К западу от села тянется хребет Качкорташ с одноимённой горой, чья вершина составляет 2 075 метров над уровнем моря.
Гидрографическая сеть представлена рекой Чегем и её мелкими притоками стекающих с гор и хребтов, в пределах сельского поселения. В 3 км к югу от села находятся Чегемские водопады, являющиеся одним из наиболее популярных туристических мест республики.
Климат умеренно континентальный. Лето прохладное со средними температурами +20...+25°С, зима холодное и температуры часто отпускаются ниже -10...−15°С. Первые заморозки начинаются в начале октября. Среднегодовое количество осадков в среднем составляет около 550 мм.

## История
Село ведёт свою историю с начала XIX века и основано переселенцами из более высокогорных территорий Чегемского ущелья.
До 1935 года село с Хушто-Сыртским сельсоветом было в составе Балкарского округа КБАССР. Затем, в результате его разукрупнения включено в состав новообразованного Чегемского района. 
В 1944 году балкарцы были насильственно депортированы в Среднюю Азию. Поводом послужило ложное обвинение в помощи немецким войскам. В результате село в течение 13 лет пребывало в заброшенном состоянии.
В 1957 году Указом Верховного Совета СССР балкарцы были реабилитированы, и возвращены в прежние места проживания. Однако, некоторые из вернувшихся из ссылки, предпочли осесть на предгорных и равнинных землях КБАССР.
В 1962 году восстановленному селу Хушто-Сырт был возвращен статус действующего сельского поселения в составе Чегемского района.

## Население
| 2002 | 2010 | 2012 | 2013 | 2014 | 2015 | 2016 |
| ---- | ---- | ---- | ---- | ---- | ---- | ---- |
| 765  | ↗867 | ↘861 | ↘860 | ↘859 | ↗864 | ↘847 |
| 2017 | 2018 | 2019 | 2020 | 2021 | 2023 | 2024 |
| ↗848 | →848 | →848 | ↗849 | ↘733 | ↘721 | ↗725 |
| 2025 |      |      |      |      |      |      |
| ↗732 |      |      |      |      |      |      |

Плотность — 28.15 чел./км²
Национальный состав
По данным Всероссийской переписи населения 2010 года:
| Народ    | Численность, чел. | Доля от всего населения, % |
| -------- | ----------------- | -------------------------- |
| балкарцы | 858               | 99,0 %                     |
| другие   | 9                 | 1,0 %                      |
| всего    | 867               | 100 %                      |

По данным Всероссийской переписи населения 2021 года:
| Народ    | Численность, чел. | Доля от всего населения, % |
| -------- | ----------------- | -------------------------- |
| балкарцы | 726               | 99,05 %                    |
| другие   | 7                 | 0,95 %                     |
| всего    | 733               | 100,0 %                    |

## Местное самоуправление
Структуру органов местного самоуправления сельского поселения составляют:
- Глава сельского поселения — Гижгиев Ескендер Хажмусаевич.
- Администрация сельского поселения Хушто-Сырт — состоит из 5 человек.
- Совет местного самоуправления сельского поселения Хушто-Сырт — состоит из 11 депутатов.

## Инфраструктура
В селе имеются одна средне-образовательная школа и одно дошкольное учреждение. Действуют Дом культуры и мечеть.
Медицинского пункта нет, в связи с чем жителям села приходится обращаться за медицинской помощью в участковую больницу Нижнего Чегема или напрямую в районную больницу в городе Чегем.

## Экономика
Основная доля дохода населения исходит от туризма. Недалеко от села находятся популярные в республике Чегемские водопады, посещаемые тысячами туристами каждый год.
В сельском хозяйстве растениеводство развито слабо. В основном выращивается капуста и картофель. В то же время в селе высоко развито скотоводство, в частности разведение баранов и овец.

## Улицы
Улицы

| Балкарская |

| Школьная |

Переулки

| Актопракский  |
| Бопуевский    |
| Верхний       |
| Горный        |
| Гюдюргюевский |

| Жуунгуевский |
| Кекташский   |
| Конечный     |
| Молодёжный   |
| Набережный   |

| Нагорный  |
| Надречный |
| Начальный |
| Чегемский |